# Antiga Sinagoga de Duxambé
A Sinagoga de Duxambé, agora conhecida como a Antiga Sinagoga ou Sinagoga Bukhari de Duxambé, foi construída em Duxambé, a capital do Tajiquistão, em um bairro judeu da cidade que existia no século XIX. A sinagoga era parte do complexo comunitário da comunidade judaica, que também incluía uma escola e um mikvah. Em Fevereiro de 2006, o governo tadjique começou a demolir os prédios da comunidade judaica, como parte de um plano de desenvolvimento urbano para a cidade e também para permitir a construção do novo palácio presidencial e além de jardins. A destruição da sinagoga foi adiada devido a protestos da comunidade internacional e uma série de ações nos tribunais até ao final de Junho de 2008, quando o edifício foi finalmente destruído.

## O predio

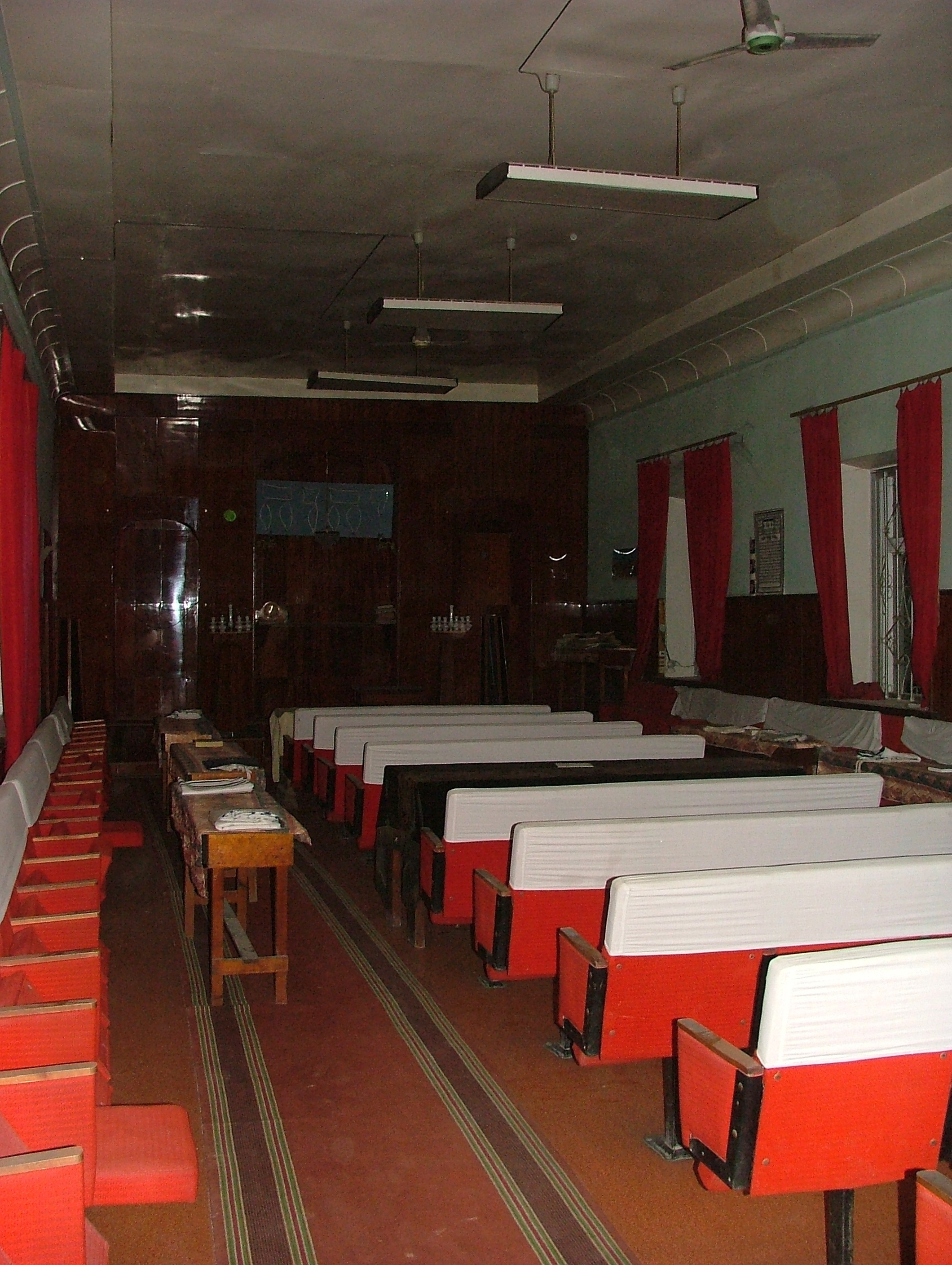
Interior da sinagoga

A comunidade Bukhari construiu mais de cem anos atrás, a sinagoga, a qual foi capturada pelos soviéticos em 1920 e nacionalizada em 1952. A comunidade judaica foi permitida a utilização do edifício em 1958, mas permaneceu baixo o controle do governo. Em 1995, numa série de ataques a casas e edifícios da comunidade judaica, a sinagoga foi atacada. No mês de Maio de 2003 a comunidade recebeu uma carta na qual ela foi condenada a desocupar os prédios da comunidade, começando no mes de Julho do mesmo ano. A destruição foi originalmente planejada para 2004, mas foi iniciada em Fevereiro de 2006, com a destruição do mikveh da comunidade, a carnificina e as salas de aula e as de estudos religiosos. A destruição da sinagoga foi adiada por causa do protesto em massa da comunidade internacional e uma série de ações nos tribunais até ao final de Junho de 2008, quando foi finalmente destruiu o edifício da sinagoga.

## Reacções à destruição da sinagoga

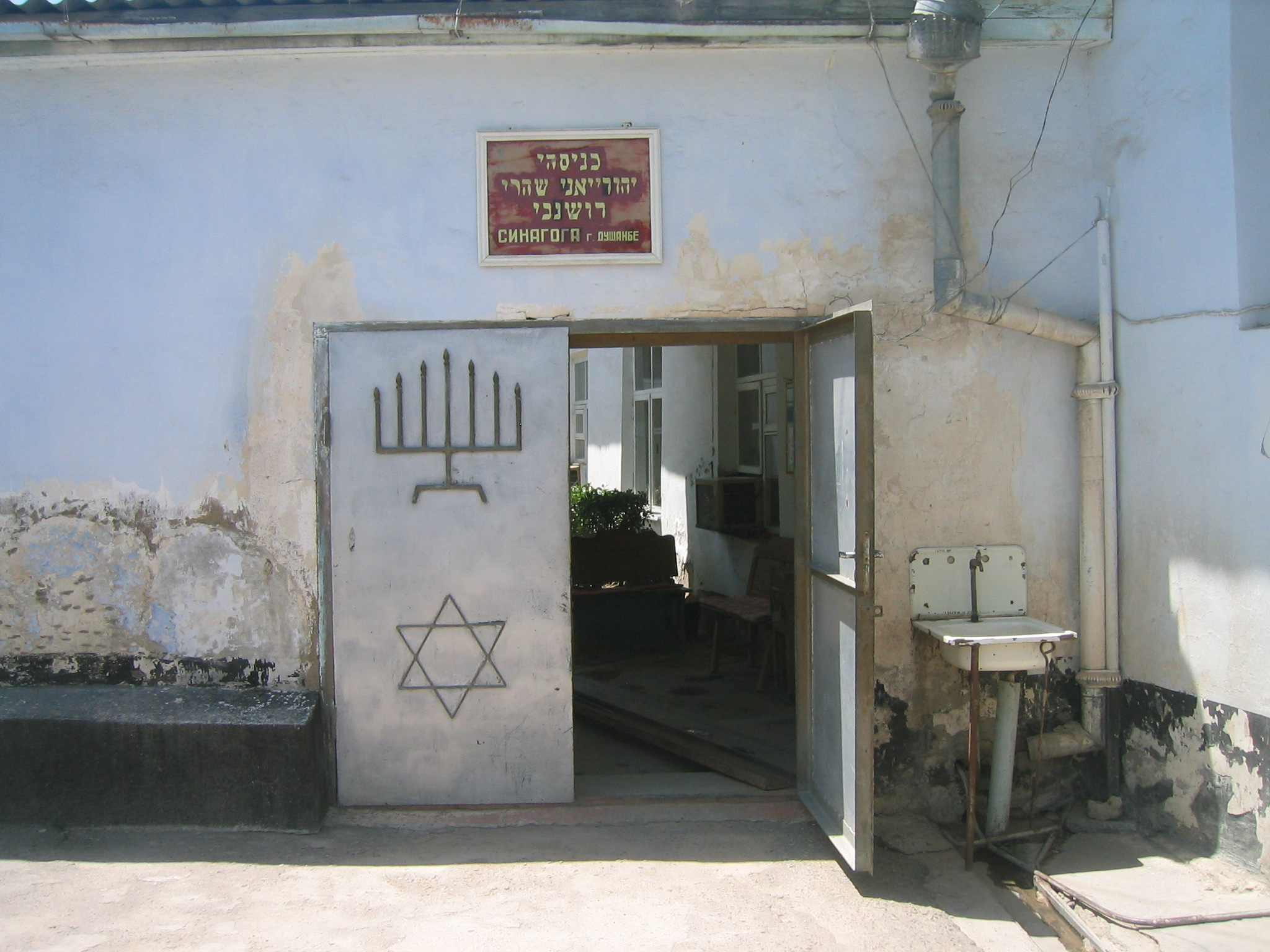
Entrada principal da antiga sinagoga de Duxambé, Junho de 2006

Antes de iniciar-se a destruição do edifício, a sinagoga era o centro espiritual da comunidade judaica de Duxambé, estimada em cerca de 150 a 350 pessoas. Esta foi a última sinagoga no Tadjiquistão que ainda estava de pé. Enquanto o governo alegou que o prédio não tinha importância histórica e pode ser destruído concordando com os planos de renovação urbana da cidade, a comunidade judaica declarou publicamente que, o único lugar de oração em um país que tinha sido uma casa para os judeus há mais de dois mil anos, o edifício teve grande significado histórico. Além da propriedade do edifício foi contestada. A comunidade informou que tinha documentos de antes da era soviética que o edifício eo terreno onde a sinagoga foi construída havia sido comprada pela comunidade judaica. Mas, no entanto, as autoridades municipais da cidade declararam que o Estado era o proprietário do edifício foi porque foi declarado de armazenagem nacional pelos soviéticos desde o ano 1952.

Em 2004, o rabino-chefe de Ásia Central, Rav Abraham Dovid Gurevich, fez anti público-semitismo no Tadjiquistão com a mídia internacional, explicando que para o governo do Tajiquistão, seria uma grande vergonha para ter uma sinagoga, ao lado do novo palácio presidencial, mas o Departamento de Estado dos Estados Unidos descreveu o problema como "burocrático, mas ideológico." A UNESCO enviou uma carta aberta ao governo do Tadjiquistão, em 2004, declarando que a destruição da sinagoga seria "contra o padrões internacionais para a protecção do património cultural dos países". A BBC informou em 2006 que" as pessoas que eram contra a destruição tinha sido ameaçado pelo governo ea maioria da comunidade estava com medo para falar com a imprensa sobre o assunto". Em Março de 2006, pareceu por um curto período de tempo, o governo tadjique permitiria que a comunidade judaica poderia realizar suas orações na sinagoga. Mas, ainda assim, em Maio de 2006, o governo anunciou que estava para construir uma nova sinagoga em "um espaço mais adequado, no centro da cidade". A comunidade, entretanto, julgou nos tribunais para proteger a antiga sinagoga, mais em junho de 2008, os
tribunais decidiram que a cidade a destruição da sinagoga era para ser realizado em conformidade com os planos para o desenvolvimento da cidade. Embora o governo recusa-se a compensar a comunidade para a destruição do prédio, deu uma área de 1.500 metros quadrados para a construção de uma nova sinagoga, nas margens do rio Dushanbinka no distrito de Firdavsi, a oeste da cidade. Depois da destruição da antiga sinagoga em Junho de 2008, o presidente da Federação das Comunidades Judaicas da CEI, Lev Leviev, confirmou durante uma visita à cidade de Duxambé que a construção da nova sinagoga era para ser lançada em breve, e financiada pela FCJ, o Congresso Mundial Bukhari e de doadores individuais.

## Ligações Externas
- Web site of the Jewish Community of Dushanbe, news section
- Recent reports about Tajikistan, do Forum 18, Oslo, Noruega
- Jewish Virtual Library, Bukharan Jews page
- Eurasianet on the Jewish community's campaign to keep its synagogue
- A story from the United States Holocaust Memorial Museum website on the imminent demolition of the building
- Bukharian Jewish Global Portal
- Tajikistan: Small Jewish Community Fighting To Save Its Synagogue